# Giovanni da Varignana
Giovanni da Varignana (... – 1278) è stato un anatomista e medico italiano.
Padre di Bartolomeo, si trasferì a Bologna da Varignana: la sua casa era vicina alla chiesa di San Domenico, dove i banditori pubblicavano gli editti del Podestà. È attestata la sua attività presso lo studium bolognese nel 1252, come docente di Anatomia umana.